# Bahnhof Leverkusen-Manfort
Der Bahnhof Leverkusen-Manfort ist ein Bahnhof im Leverkusener Stadtteil Manfort. Er ist einer von fünf Schienenverkehrshalten in Leverkusen und liegt wie der Bahnhof in Leverkusen-Opladen an der Bahnstrecke Haan-Gruiten–Köln-Deutz, während die anderen Leverkusener Bahnhöfe an der Bahnstrecke Köln–Duisburg liegen.
Bis zum Fahrplanwechsel im Dezember 2021 trug er den Namen Leverkusen-Schlebusch.

## Geschichte

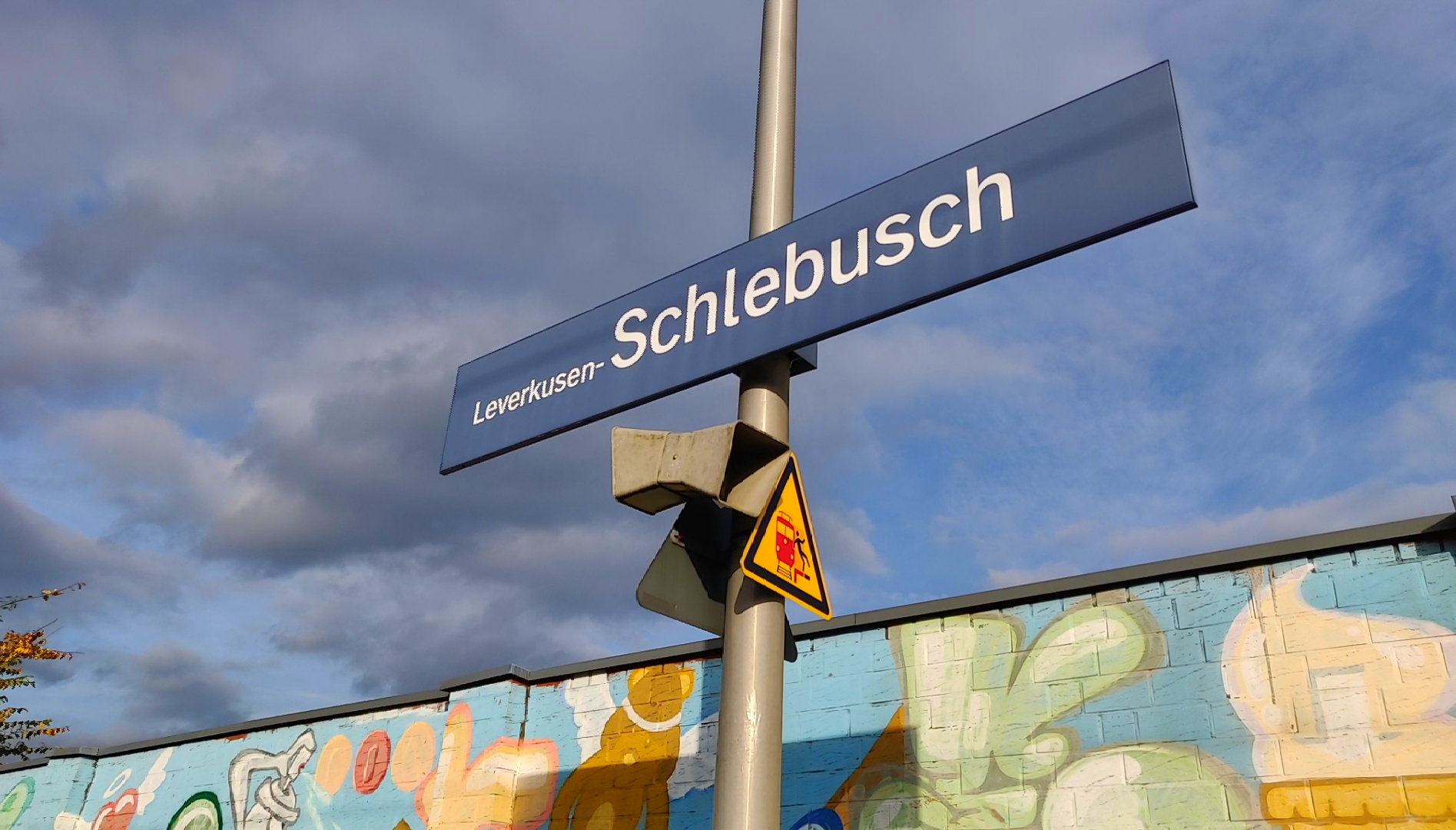
Bahnhofsschild im Jahr 2021, vor der Umbenennung.

Der Bahnhof wurde im Jahr 1867 an der Bahnstrecke Haan-Gruiten–Köln-Deutz von der Bergisch-Märkischen Eisenbahn-Gesellschaft erbaut und nach dem in der Nähe befindlichen Schlebusch benannt, weil es den Ort Manfort damals noch nicht gab. Eröffnet wurde er am 8. April 1868.
Ab 1903 gab es eine durch die Mülheimer Kleinbahnen erbaute Strecke, die vom eher abgelegenen Bahnhof zum Ortskern von Schlebusch führte. Sie war für den Güterverkehr auch mit der Bahnstrecke Mülheim-Speldorf–Troisdorf verbunden. Bereits 1922 wurde sie aus wirtschaftlichen Gründen stillgelegt. Es bestand keine Verbindung zu anderen Strecken des Unternehmens.

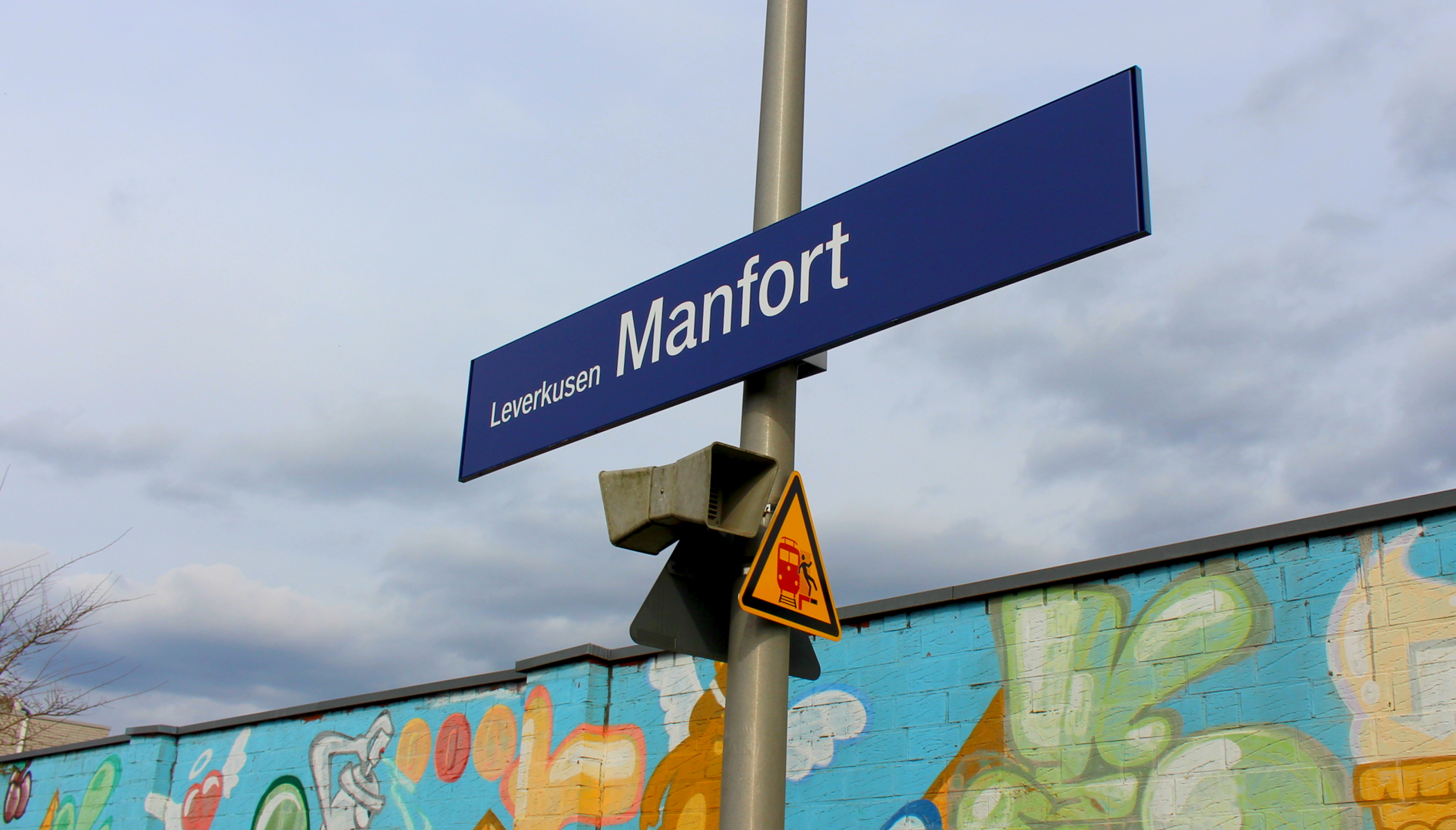
Aktuelles Bahnhofsschild

1928 wurde die Linie nach Dünnwald der Mülheimer Kleinbahnen bis zur Reuterstraße in Schlebusch verlängert. Sie wurde mit zwischenzeitlicher Übernahme durch die Kölner Straßenbahn weiter befahren, jedoch 1958 ab der Kölner Stadtgrenze stillgelegt. Seitdem liegt die Endhaltestelle Schlebusch der heutigen Stadtbahnlinie 4 ca. 2,5 km vom bis 2021 gleichnamigen Bahnhof entfernt auf Kölner Stadtgebiet, direkt an der Grenze zu Schlebusch. Mit dem DB-Bahnhof war sie nie verbunden.
Bis zum Ausbau der heutigen Gustav-Heinemann-Straße mit Bahnunterführung gab es unweit des Bahnhofs Schlebusch einen schienengleichen Bahnübergang. Dort ereignete sich am 8. August 1949 ein schwerer Unfall: Ein Lastzug, der Ferienkinder beförderte, versuchte den Bahnübergang noch zu queren, obwohl die Schranken sich bereits schlossen. Sie waren zudem auch zu spät geschlossen worden. Der D 99 erfasste den Lastzug. 18 Menschen starben, 12 wurden darüber hinaus verletzt.
Da im Gebiet um den DB-Bahnhof der Leverkusener Stadtteil Manfort entstand, beschloss der Leverkusener Stadtrat 2020 die Umbenennung der Station in Leverkusen-Manfort. Dies wurde zum Fahrplanwechsel am 12. Dezember 2021 für rund 30.000 € realisiert.
Ein barrierefreier Ausbau hat bisher nicht stattgefunden, die Bahnsteighöhe beträgt nur 38 cm. Die Unterführung zum Mittelbahnsteig verfügt an beiden Enden über Rampen, der Mittelbahnsteig selbst ist jedoch nur über eine Treppe erreichbar.

## Bedienung

### Nahverkehr
Im Schienenpersonennahverkehr wird der Bahnhof von der Linie RB 48 (Rhein-Wupper-Bahn) bedient, die vom britischen Unternehmen National Express betrieben wird.
| Linie | Verlauf | Takt                                                                                     |
| ----- | --- | ---------------------------------------------------------------------------------------- |
| RB 48 | Rhein-Wupper-Bahn: Wuppertal-Oberbarmen – Wuppertal-Barmen – Wuppertal Hbf – Wuppertal-Vohwinkel – Haan-Gruiten – Haan – Solingen Hbf – Leichlingen – Opladen – Leverkusen-Manfort – Köln-Mülheim – Köln Messe/Deutz – Köln Hbf – Köln West – Köln Süd – Hürth-Kalscheuren – Brühl – Sechtem – Roisdorf – Bonn Hbf – Bonn UN Campus – Bonn-Bad Godesberg – Bonn-Mehlem Stand: Fahrplanwechsel Dezember 2021 | 30 min (W-Oberbarmen–Köln) 30 (HVZ)/60 min (Köln–Bonn Hbf) 60 min (Bonn Hbf–Bonn-Mehlem) |

### Omnibusverkehr

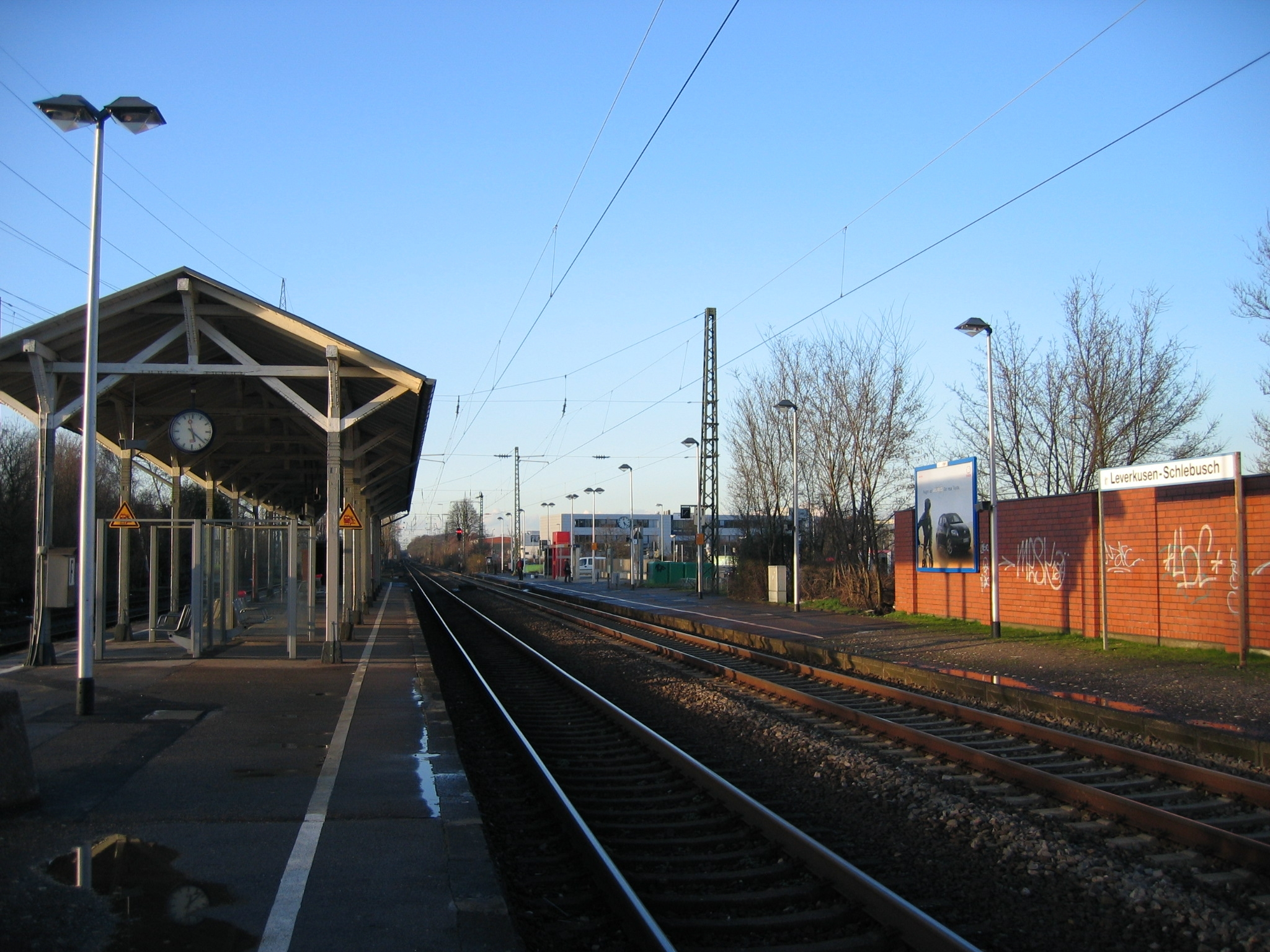
Bahnsteige vor der Umbenennung (2007)

In unmittelbarer Nähe zum Bahnhof befinden sich die Bushaltestellen Manfort Bf und Finanzamt (Manfort Bf). Zu folgenden Linien des Verkehrsverbundes Rhein-Sieg kann umgestiegen werden:
| Linie | Verlauf |
| ----- | --- |
| 209   | Leverkusen Mitte Bf – Konrad-Adenauer-Platz – Manfort Bf – Klinikum Leverkusen – Quettinger Straße – Schützenplatz                                                                   |
| 211   | Leverkusen-Rheindorf Peenestraße – Rheindorf Bf – Pützdelle – Westring – Leverkusen Mitte Bf – Konrad-Adenauer-Platz – Manfort Bf – Klinikum Leverkusen – Schlebusch Alt-Steinbüchel |
| 212   | Leverkusen Mitte Bf – Konrad-Adenauer-Platz – Finanzamt (Manfort Bf) – Schlebusch – Odenthal-Blecher/Altenberg                                                                       |
| 214   | Leverkusen Mitte Bf – Konrad-Adenauer-Platz – Finanzamt (Manfort Bf) – wupsi-Betriebshof                                                                                             |
| 222   | Opladen Bf. – Konrad-Adenauer-Platz – Manfort Bf – Schlebusch Post – Schildgen – Bergisch Gladbach Bf                                                                                |
| 227   | Leverkusen Mitte Bf – Konrad-Adenauer-Platz – Manfort Bf – Klinikum Leverkusen – Schildgen – Bergisch Gladbach Bf – Moitzfeld                                                        |
| SB 21 | Rheindorf Peenestraße – Pützdelle – Leverkusen Mitte Bf – Konrad-Adenauer-Platz – Finanzamt (Manfort Bf) – Schlebusch Alt-Steinbüchel                                                |
| SB 22 | Leverkusen Mitte Bf – Konrad-Adenauer-Platz – Finanzamt (Manfort Bf) – Schlebusch Post – Mathildenhof                                                                                |
| SB 29 | CHEMPARK TOR 10 – Leverkusen Mitte Bf – Konrad-Adenauer-Platz – Finanzamt (Manfort Bf) – Schlebusch Alt Steinbüchel                                                                  |